# Thomas Mountains
Thomas Mountains är ett berg i Antarktis. Det ligger i Västantarktis. Argentina, Chile och Storbritannien gör anspråk på området. Toppen på Thomas Mountains är 283 meter över havet.
Terrängen runt Thomas Mountains är lite kuperad. Trakten är obefolkad. Det finns inga samhällen i närheten.